# Антонова, Валентина Семёновна
Валентина Семёновна Антонова (род. 1933) — русский советский животновод, депутат Верховного Совета СССР. Герой Социалистического Труда

## Биография
Родилась в 1933 году. Русская. Беспартийная. Образование высшее — окончила Ивановский сельскохозяйственный институт.
С 1953 года главный зоотехник совхоза. В 1958—1961 годах — преподаватель средней школы. С 1961 года зоотехник, бригадир-зоотехник, старший научный сотрудник, а с 1974 года — бригадир животноводства Владимирской государственной областной сельскохозяйственной опытной станции в городе Суздаль Владимирской области.
Депутат Совета Союза Верховного Совета СССР 9 созыва (1974—1979) от Владимирского избирательного округа № 129 Владимирской области, член Комиссии по народному образованию, науке и культуре Совета Союза.